# نيثيازين
النيثيازين هو مبيد حشري نيتروميثيلين نيونيكوتينويد. هو مهيجٌ للعينين و‌الجلد وهو سامٌ إلى حد ما للثدييات. لا يعمل النيثيازين كمثبط لأسيتيل كولينستيراز.